# Louise Vonhoff-Luijendijk
Louise (Loes) Vonhoff-Luijendijk (Heerlen, 21 oktober 1926 – Hilversum, 2 februari 2019) was een Nederlands politica voor de Volkspartij voor Vrijheid en Democratie (VVD).

## Levensloop
Loes Luijendijk volgde de driejarige HBS en deed daarna de opleiding huishoudkunde te Heerlen. Hierna studeerde ze van 1949 tot 1952 aan de toenmalige School voor Maatschappelijk Werk te Sittard in de richting bedrijfsmaatschappelijk werk. Ze begon haar carrière als maatschappelijk werkster bij de Gemeentelijke Sociale Dienst te Purmerend.
Na een lange periode met maatschappelijke functies werd Vonhoff-Luijendijk lid van de gemeenteraad van Amsterdam. Van 1972 tot 1974 functioneerde ze als adviseur maatschappelijk werk bij de De Nederlandsche Bank. Van 24 januari 1978 tot 11 juni 1991 was ze lid van de Eerste Kamer der Staten-Generaal, waar ze zich bezighield met emancipatiebeleid. Daarnaast was ze woordvoerster van culturele zaken, Antilliaanse Zaken en onderwijs.
Louise Vonhoff-Luijendijk overleed in 2019 op 92-jarige leeftijd.

## Privé
In 1953 trouwde Loes Luijendijk met Henk Vonhoff (1931-2010); het echtpaar kreeg drie kinderen. Zij was een tante van journalist en schrijver Joris Luyendijk.

## Ridderorde
- Ridder in de Orde van de Nederlandse Leeuw, 27 april 1990

- Parlement.com: vg09llmbgdyn